# HMAS Canberra (1978)
HMAS Canberra (FFG 02) – australijska fregata rakietowa, drugi okręt typu Adelaide, pełniący służbę w latach 1981–2005.

## Skrócony opis
W latach siedemdziesiątych XX wieku, dowództwo Royal Australian Navy planowało wprowadzić do służby nowy typ okrętów w celu zastąpienia przestarzałych jednostek typu Daring i typu River. Rozważano dwie opcje zakupowe, pierwszą był zakup brytyjskich niszczycieli rakietowych typu 42, a drugą amerykańskie fregaty typu Oliver Hazard Perry. Finalnie zdecydowano się zakupić i wybudować na licencji fregaty typu Oliver Hazard Perry.
W kwietniu 1974 roku zatwierdzona została decyzja o nabyciu od Stanów Zjednoczonych dwóch jednostek. W 1977 zamówienie rozszerzono o zakup dodatkowych dwóch okrętów. Wszystkie jednostki konstruowane były w stoczni w Seattle, w stanie Waszyngton, należącej do Todd Shipyards Corporation (obecnie Todd Pacific Shipyards Corporation).
Budowa drugiej fregaty, którą była właśnie HMAS „Canberra” (FFG 02) rozpoczęła się 1 marca 1978 roku położeniem stępki. Uroczyste wodowanie okrętu odbyło się 1 grudnia 1978 roku, zaś wcielenie do służby w Royal Australian Navy przypadło na dzień 21 marca 1981 roku.

### Uzbrojenie i wyposażenie
Na uzbrojenie fregaty składały się jedna, pojedyncza wyrzutnia pocisków rakietowych Mk 13 Mod. 4 GMLS (Guided Missile Launching Systems). Jednostka ognia wynosiła 4 przeciwokrętowe pociski manewrujące RGM-84L Harpoon Block 2 oraz 36 rakiet przeciwlotniczych RIM-66L-2 Standard MR. Dodatkowo okręt posiadał wielokomorową wyrzutnię pionowego startu Mark 41 Vertical Launching System oraz pociski przeciwlotnicze ESSM. Uzbrojenie artyleryjskie stanowiła armata uniwersalna Mk 75 kalibru 76 mm, armata przeciwlotnicza CIWS Phalanx Block 1B, zaś broń przeciwpodwodną stanowiły dwie wyrzutnie torpedowe kalibru 324 mm dla torped Mk 32.
Okręt wyposażony był m.in. w radar dozoru powietrznego dalekiego zasięgu AN/SPS-49A(V)1, radar dozoru nawodnego i nawigacyjny AN/SPS-55, holowany, pasywny system elektro-akustyczny AN/SLQ-25 Nixie oraz wyrzutnie celów pozornych kalibru 130 mm Mk 137.

## Przebieg służby
Okręt wprowadzono do służby 21 marca 1981 roku. W listopadzie 2003 roku, najprawdopodobniej z powodu kłopotów z realizacją programu modernizacji, zdecydowano, że dwa pierwsze okręty typu Adelaide nie zostaną poddane modernizacji i przeznaczone będą do wycofania ze służby, tym samym 12 listopada 2005 roku HMAS „Canberra” została wycofana ze służby. W 2009 roku okręt zatopiono jako atrakcję turystyczną dla płetwonurków.